# Conselho da Itália

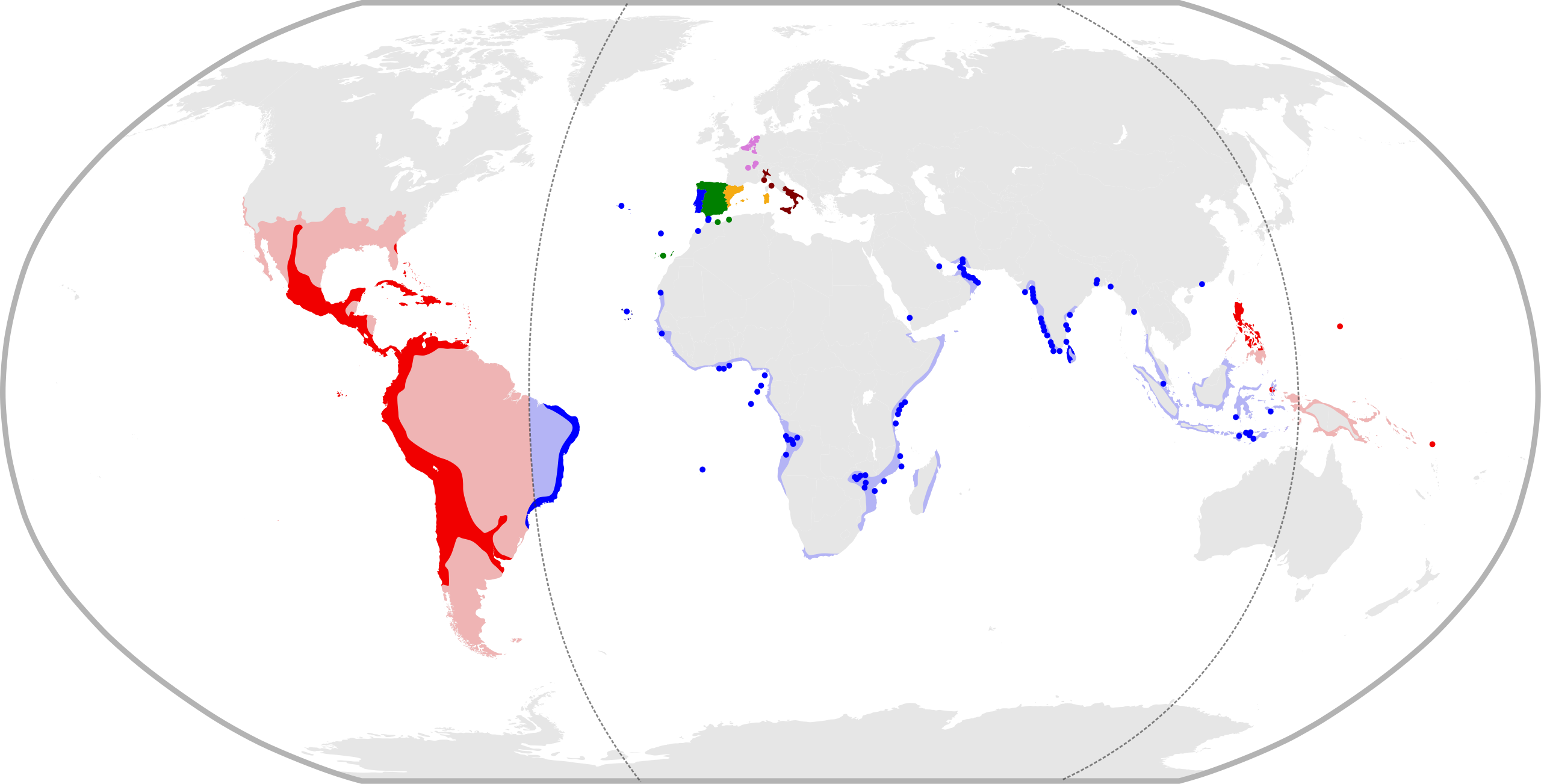
Mapa do Império Hispano-Português em 1598.
Territórios administrados pelo Conselho de Castela
Territórios administrados pelo Conselho de Aragão
Territórios administrados pelo Conselho de Portugal
Territórios administrados pelo Conselho da Itália
Territórios administrados pelo Conselho das Índias
Territórios nomeados para o Conselho de Flandres

O Conselho da Itália, oficialmente, o Conselho Real e Supremo da Itália (espanhol: Real y Supremo Consejo de Italia; italiano: Reale e Supremo Consiglio d'Italia) foi um órgão governante e parte fundamental do governo do Império Espanhol na Europa, perdendo apenas para o próprio monarca. Tinha sede em Madrid e administrava os territórios espanhóis na Itália: o Reino de Nápoles, o Reino da Sicília, o Estado dos Presídios e o Ducado de Milão.
Antes da criação do Conselho em 1556, devido à complexidade das questões italianas, as possessões espanholas na Itália eram administradas pelo Conselho de Aragão.

## História
No ano de 1556, a Coroa de Aragão tinha domínio completo sobre o sul da Itália e o Ducado de Milão. Os conselhos locais e vice-reis (em Nápoles e Palermo) ou governadores (em Milão) controlavam os assuntos internos dessas terras. Num esforço para coordenar melhor o domínio espanhol na Itália, Filipe II decidiu separar os estados italianos do Conselho de Aragão em 1556. Assim, Nápoles, Sicília e Milão foram incorporadas ao recém-criado Conselho da Itália e foram representadas por dois regentes cada (um castelhano e um nativo).
O Reino da Sardenha permaneceu sob a jurisdição do Conselho de Aragão conforme exigido e reivindicado pelos seu próprio Stamenti (Parlamento) com base em afinidades políticas religiosas geográficas linguísticas e antropológicas até a sua eventual transferência para a Áustria e mais tarde para a Casa de Saboia.

## Estrutura
O Conselho da Itália consistia em:
- Um Presidente, escolhido entre a alta nobreza espanhola;
- Seis Regentes, dois para o Reino da Sicília, dois para o Reino de Nápoles e dois para o Ducado de Milão. Para cada um desses territórios, um dos regentes era espanhol e o outro era naturale, ou seja, nativo do território. Ambos deveriam ser leetrados, ou seja, especialistas In utroque iure (direito canônico e direito civil).
- Nas suas dependências existiam vários funcionários, incluindo três secretários (um para cada possessão), um Defensor Fiscal que geria os interesses do Estado e um Conservador Geral do Patrimônio que geria a administração do patrimônio da coroa.

## Funções
O Conselho da Itália era responsável por todos os assuntos de estado e de direito relativos aos estados italianos governados pela linha principal dos Habsburgos. Nomeou os vice-reis da Sicília, os vice-reis de Nápoles e os governadores do Ducado de Milão para o Conselho de Estado espanhol, presidido pelo rei. Aprovou, ainda, as nomeações civis e militares mais importantes em cada estado. As funções do conselho eram exclusivamente consultivas. A sua opinião era reportada num documento (consulta), editado pelo secretário, que era então submetido ao rei, que nele anotou com a sua decisão. Se não houvesse decisão unânime no conselho, as opiniões dos diferentes membros eram todas relatadas.

## Bibliografía
- DIOS, Salustiano de (1982). El Consejo Real de Castilla (1385-1522). [S.l.]: Madrid: Centro de Estudios Constitucionales. ISBN 84-259-0664-4

- ARTOLA, Miguel (dir.) (1988). Enciclopedia de Historia de España II. Instituciones Políticas. Imperio. [S.l.]: Madrid: Alianza. ISBN 84-206-5226-1

- GARCÍA DE VALDEAVELLANO, Luís (1968). Curso de historia de las instituciones españolas. [S.l.]: Revista de Occidente

- Anes, Gonzalo (1975). El Antiguo Régimen: Los Borbones. [S.l.]: Alianza Editorial S.A. Madrid. ISBN 84-206-2044-0

- Fernández Álvarez, Manuel (outubro de 2006). «Los instrumentos del estado». Felipe II y su tiempo. Madrid: Espasa Calpe. 267 páginas. ISBN 84-670-2292-2